# Ватамановская
Ватамановская — деревня в Каргопольском районе Архангельской области. Административный центр Печниковского сельского поселения.

## География
Деревня находится на автодороге Каргополь — Пудож, на расстоянии 20 км к западу от города Каргополь, административного центра района.

### Часовой пояс
Деревня Ватамановская, как и вся Архангельская область, находится в часовой зоне МСК (московское время). Смещение применяемого времени относительно UTC составляет +3:00.

## Население
| 2002 | 2010 | 2012 |
| ---- | ---- | ---- |
| 434  | ↘412 | ↗466 |

## Улицы
| - ул. Лесная, - ул. Молодёжная, - ул. Новая, - ул. Полевая, | - ул. Центральная, - ул. Школьная, - ул. Южная. |